# Ruben Brekelmans

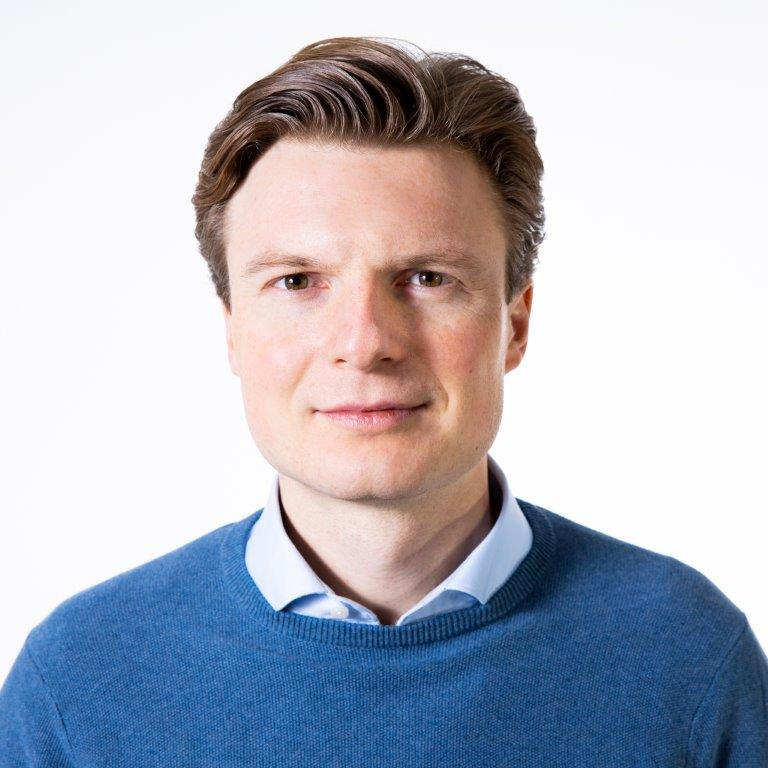
Ruben Brekelmans (2020)

Ruben Pieter Brekelmans (* 18. Juli 1986 in Leidschendam) ist ein niederländischer Politiker, der seit dem 2. Juli 2024 Verteidigungsminister im Kabinett Schoof ist. Zuvor war Brekelmans Mitglied der Abgeordnetenkammer für die konservativ-liberale Volkspartei für Freiheit und Demokratie (VVD). Als Abgeordneter konzentrierte er sich auf die Bereiche Außenpolitik und Migration.

## Frühes Leben
Er wurde 1986 in Leidschendam, in der Nähe von Den Haag, geboren und wuchs in dem nordbrabantischen Dorf Kaatsheuvel auf. Brekelmans wurde im Alter von siebzehn Jahren Mitglied der Jugendorganisation Freiheit und Demokratie (JOVD), der unabhängigen Jugendorganisation der VVD. Er studierte Wirtschaftswissenschaften an der Universität Tilburg, Weltpolitik an der London School of Economics und erwarb 2015 einen Master of Public Administration an der Harvard Kennedy School.

## Politische  Karriere
Nach seinem Harvard-Abschluss nahm Brekelmans eine Stelle als Strategieberater im Amsterdamer Büro von The Boston Consulting Group an. Anschließend arbeitete er als politischer Assistent des Staatssekretärs für Justiz und Sicherheit Mark Harbers und blieb auch nach Harbers’ Rücktritt im Mai 2019 als Direktor des Programms Adaptive Asylum System im Ministerium für Justiz und Sicherheit tätig. Brekelmans verließ das Ministerium im Oktober 2020, um Programmdirektor Insight on Quality im Finanzministerium zu werden. Neben seiner Tätigkeit war er zwischen 2017 und 2021 Vorsitzender des thematischen Netzwerks der VVD für internationale Angelegenheiten und gehörte dem Ausschuss an, der das Wahlprogramm seiner Partei für die Wahlen zum Europäischen Parlament 2019 verfasste.
Brekelmans war auf Listenplatz 30 der VVD bei den Parlamentswahlen 2021 und wurde mit 1.539 Stimmen in die Abgeordnetenkammer gewählt. Er wurde am 31. März vereidigt und wurde Sprecher seiner Partei für Außenpolitik, internationale Kulturpolitik und den Ausbau der Auslandsvertretungen. Später wurde sein Fachgebiet um die Migration erweitert. Während der militärischen Aufrüstung Russlands im Vorfeld der Invasion in der Ukraine im Jahr 2022 befürwortete Brekelmans die Lieferung von Waffen an die Ukraine und plädierte nach Beginn der Invasion immer wieder für strenge Sanktionen, einschließlich der Sperrung des Luftraums der Europäischen Union für russische Flugzeuge.
Am 4. September 2023 verlieh ihm der ukrainische Präsident Selenskyj den Verdienstorden der dritten Klasse.
Kurz nach dem Scheitern des Kabinetts Rutte IV aufgrund von Meinungsverschiedenheiten über die Einwanderungsreformen sprach sich Brekelmans für eine Zusammenarbeit mit der Partei für die Freiheit (PVV) aus, auch als vertrauensvollen Partner in einem Minderheitskabinett. Die VVD und ihr Vorsitzender Mark Rutte hatten die PVV aufgrund ihrer Rolle bei dem Scheitern des Kabinetts Rutte I im Jahr 2012 und der einwanderungs- und muslimfeindlichen Haltung der PVV jahrelang als Koalitionspartner ausgeschlossen. Brekelmans sagte, er stehe zu den „grundsätzlichen Einwänden“ seiner Partei gegen die PVV, sagte aber, dass ihre Unterstützung für die Lösung von Einwanderungsfragen notwendig sein könnte. Er schlug vor, den jährlichen Zustrom von Einwanderern um mindestens 50.000 zu reduzieren. Die JOVD und der ehemalige VVD-Minister Ed Nijpels kritisierten Brekelmans’ Äußerungen, aber auch die VVD-Spitzenkandidatin Dilan Yeşilgöz schloss Wochen später eine Zusammenarbeit mit der PVV nicht aus.
Nach den Parlamentswahlen 2023 war Brekelmans Sprecher seiner Partei für Außenpolitik (außer Europa) und Migration.
Im Juni 2024 wurde er für das Amt des Verteidigungsministers im neuen Kabinett Schoof nominiert. Am 2. Juli 2024 wurde Brekelmans Nachfolger von Kajsa Ollongren als Verteidigungsminister.

## Positionen
Brekelmans gab am 10. September 2024 bekannt, dass die Regierung der Niederlande der Ukraine den Einsatz der von den Niederlanden gelieferten bzw. gespendeten Waffen gegen militärische Ziele auf russischem Gebiet erlaubt. („Die Ukraine darf unsere Waffen auf russischem Territorium einsetzen, um sich gemäß dem Völkerrecht zu verteidigen.“) Dies gelte auch für die zugesagten F-16-Kampfflugzeuge. „Das Völkerrecht ist nicht durch eine Entfernung eingeschränkt. Das Recht zur Selbstverteidigung hört nicht 100 Kilometer von der Grenze aus auf.“ Brekelmans ermutigte andere westliche Länder, die Einsatzbeschränkung für von ihnen gelieferte Waffen aufzuheben.
Brekelmans besuchte am 6. Oktober 2024 Charkiw und berichtete auf der Plattform X von den schweren Zerstörungen, die russische Angriffe dort verursacht haben.